# 生動娛樂集團
生動娛樂集團（英語：Vivid Entertainment Group）是一家成立於加利福尼亞洛杉磯的大型色情電影公司。
目前生動娛樂的共同主席是史提夫·赫許，他的父親曾經是一位成人電影的製片。

## 歷史
從1990年代自今數次獲得許多大獎，如成人影帶新聞獎、成人產業獎。
2007年，對YouPorn採取法律行動，聲稱該網站播放未經生動娛樂集團授權的影片損害到其獲利。
自2010年起，時常藉由仿造超級英雄系列的電影而創造票房，如《蝙蝠俠 XXX》、《超人：鋼鐵英雄 XXX》、《綠巨人 XXX》、《蜘蛛人 XXX》等。
2013年1月，與另一間大型色情片片商「加力發製作」一同向法院提起訴訟，原因是反對法令強制色情演員戴保險套，希望推翻加州洛杉磯的《成人電影業安全性行為法案》，理由是該法侵犯美國憲法第一修正案賦予人民的言論自由保障。

## 所獲獎項
1987 成人影帶新聞獎 – 最佳影片劇情 － Blame it on Ginger
1991 成人影帶新聞獎 – 最佳小作品 － Beat the Heat
1992 成人影帶新聞獎
- 最佳小作品 － Scarlet Fantasy[8]
- 年度最熱門出租影片 － The Masseuse[8]
- 最佳電影 － On Trial[8]

1997 成人影帶新聞獎 – 最佳電影 － Bobby Sox
1998 成人影帶新聞獎 – 最佳電影 － Bad Wives
2000 成人影帶新聞獎 – 最佳電影 － Seven Deadly Sins
2002 成人影帶新聞獎 – 最佳電影 － Fade To Black
2003 成人影帶新聞獎
- 年度最暢銷影片 － Brianna Loves Jenna[13]
- 年度最熱門出租影片 － Brianna Loves Jenna[13]

2004 成人影帶新聞獎 – 最佳電影 － Heart of Darkness
2005 成人影帶新聞獎
- 最佳電影 － The Masseuse[15]
- 最佳影瑱劇情 － Bella Loves Jenna[15]

2006 成人影帶新聞獎
- 最佳電影 － The New Devil in Miss Jones[16]
- 年度最熱門出租影片 － The Masseuse[16]

2007 成人影帶新聞獎
- Best Gonzo Release － Chemistry[17]
- Best Interactive CD-ROM（Game） － Virtual Vivid Girl Sunny Leone[17]

2008 成人影帶新聞獎
- 年度最熱門出租影片（2007） － Debbie Does Dallas ... Again[18]
- 最佳電影 － Layout[18]
- Best Pro-Am Series － Filthy's First Taste[18]

2009 成人影帶新聞獎
- 最佳原聲音樂 － The Bad Luck Betties[19]
- 最佳教學發行 － Tristan Taormino's Expert Guide to Oral Sex 2[19]
- 最佳電影 － Cry Wolf[19]

2010 成人影帶新聞獎
- 最佳整體行銷 – Company Image
- 最佳原聲音樂 － Live in My Secrets
- 最佳教學發行 － Tristan Taormino's Expert Guide to Threesomes
- Best Pro-Am Series － Brand New Faces

2010 成人產業獎 – 年度最佳行銷 － Throat: A Cautionary Tale
2012 成人產業獎 – 年度最佳行銷 － Spider-Man XXX
2013 成人產業獎
- 年度小作品 － Allie Haze: True Sex[22]
- 年度最佳模仿秀（喜劇） － Star Wars XXX: A Porn Parody[23]

2014 成人產業獎
- 年度最佳模仿秀（戲劇）  － Superman vs. Spider-Man: An Axel Braun Parody
- 年度最佳情侶 － Orgy University[24]